# Chrétienté-Solidarité
 (mars 2025).
Chrétienté-Solidarité est une organisation d'obédience catholique traditionaliste et d'extrême droite créée par Bernard Antony en 1982.
Dans son sillage, on trouve le Centre Charlier ainsi que la revue Reconquête, qu'elle édite.

## Chrétienté-Solidarité
Chrétienté-Solidarité est créée en 1982 par Bernard Antony.
Elle organise son université d'été à l'abbaye Sainte-Madeleine du Barroux.

## Le Centre Charlier
Le Centre Henri-et-André-Charlier est créé dans les années 1979-1980, à Fanjeaux, chez les enseignantes Dominicaines du Saint Nom de Jésus, grâce au soutien de leur supérieure générale, mère Anne-Marie Simoulin. Fondé par Bernard Antony, il est placé sous le parrainage d'Albert Gérard, par ailleurs président de la fondation Charlier, de Jean Madiran et de Dom Gérard, abbé de Sainte-Madeleine du Barroux. 
Le nom du centre rend hommage à Henri Charlier, peintre, sculpteur et écrivain, et André Charlier, directeur de l'école de Maslacq et du collège de Normandie. Le centre est installé au 70, boulevard Saint-Germain, à Paris. Son secrétaire général est Richard Haddad, candidat Front national aux élections municipales de 2001 à Paris et auteur d'un livre d'entretiens avec Bruno Gollnisch, La réaction, c'est la vie !. L'un de ses vice-présidents est Yves Daoudal.
Il affirme défendre les « valeurs spirituelles, morales et artistiques de [la] civilisation gréco-latine et chrétienne » et organise des universités d'été à Fanjeaux, dans les locaux des Ordre des Prêcheurs, et au Mesnil-Saint-Loup, qui constitue une de ses activités. Il est à l'origine de la création des « journées d'Amitié française », de la parution du quotidien Présent et de l'organisation du pèlerinage de Chartres à la Pentecôte, considéré par ses organisateurs comme un pèlerinage « de la résistance chrétienne et nationale »,.
En 1996, Géraud Durand considère que les catholiques issus du Centre, décrit comme une association culturelle de quelques centaines de membres, constituent la plus nombreuse des deux mouvances catholiques du Front national.

## Reconquête
Le centre Charlier et Chrétienté-Solidarité publient la revue Reconquête. Reconquête est une revue mensuelle national-catholique (traditionaliste) dirigée par Bernard Antony et diffusée uniquement par abonnement. 
Fondée en 1982 sous le titre de Chrétienté-Solidarité (qui était celui de l'association éponyme depuis la fin des années 1970), elle a adopté son nom actuel en juillet-août 1989, à partir de son numéro 67.
Reconquête se définit comme la « revue d'expression du Centre Henri-et-André-Charlier ». Elle a pour devise : « Dieu, Famille, Patrie », et pour emblème la croix fichée de couleur rouge sur fond blanc.
La revue défendant le « nationalisme à la française, proche du Front national de Jean-Marie Le Pen à l'origine, mouvement dont Bernard Antony est ancien membre du bureau politique et député européen.
Les thèmes de la revue sont régulièrement relatifs à la religion catholique, à la critique de l'islam, à l'anticommunisme, l'avortement ou l'euthanasie ou aux discriminations envers les chrétiens dans le monde, objet initial de l'association Chrétienté-Solidarité à l'origine de la revue.

## Ouvrages
- Chartres 87 : Chapitre enfants, Centre Henri-et-André-Charlier, 1987, 69 p., 21 cm (BNF 35026707).
- Chartres 1989 : Chapitre enfants, Centre Henri-et-André-Charlier, 1989, 69 p., 21 cm (BNF 37159935).
- Bernard Antony (dir.), Dictionnaire de la réplique, Éditions Godefroy de Bouillon, 2004, 428 p., 22 cm (ISBN 978-2-84191-158-5, BNF 39120857, présentation en ligne).
- Chants de France et de Chrétienté, Éditions Godefroy de Bouillon, 2005, 391 p., 21 cm (ISBN 978-2-84191-177-6, BNF 40108869, présentation en ligne).